# ガッツナイターアーカイブス
ガッツナイターアーカイブスは、東海ラジオ放送で、放送されていたスポーツ番組。

## 内容
- 東海ラジオ ガッツナイターで過去に放送されたドラゴンズ戦の中から、毎回テーマを決め、そのテーマに基づいた試合実況録音と、番組進行を担当する村上和宏アナの簡単な解説や当時のエピソード等をはさみつつ放送する。

## 放送時間
- 2007年シーズン終了時以前・・・毎週日曜 17:00～17:30
- 2007年シーズンオフ以降・・・毎週土曜 17:00～17:30

## 番組進行担当
- 村上和宏

## 備考
- プロ野球シーズン中に東海ラジオ ガッツナイタースペシャル（デーゲーム中継タイトル）で中継している試合が、延長等で番組スタート時刻の17：00を1分でも過ぎた場合、この番組は放送されず、ニュース・音楽等のクッション番組を放送する。